# Urijah Faber
Urijah Christopher Faber (ur. 14 maja 1979 w Isla Vista) − amerykański zawodnik mieszanych sztuk walki (MMA). Były mistrz m.in. King of the Cage i World Extreme Cagefighting oraz czterokrotny pretendent do pasa mistrzowskiego Ultimate Fighting Championship.

## Życiorys
Urodził się w Isla Vista. Jego ojciec miał pochodzenie holenderskie, a matka włosko-angielsko-irlandzkie. Od młodości interesował się sportem, głównie zapasami, które trenował w szkole, a później na studiach. Ma starszego brata Ryana oraz młodszą siostrę Michaell.

## Mieszane sztuki walki

### Gladiator Challenge / King of the Cage
W MMA zadebiutował w 2003 roku na miejscowej gali Gladiator Challenge wygrywając swój pojedynek przed czasem. Do 2006 roku zanotował bilans 11 zwycięstw (m.in. nad Charlesem Bennettem i Ivanem Menjivarem) i tylko jednej porażki (z Tysonem Griffinem o pas GC), w tym czasie zdobywając pas mistrzowski King of the Cage w wadze koguciej który bronił trzykrotnie. 17 maja 2006 roku pokonał Cole Escovedo na 19 gali World Extreme Cagefighting (WEC) zostając mistrzem tejże organizacji w wadze piórkowej. Do końca roku zdążył jeszcze zdobyć pas Gladiator Challenge oraz obronił dwukrotnie mistrzostwo KotC pokonując m.in. w ostatniej obronie Bibiano Fernandesa po czym zwakował tytuł i związał się kontraktem na wyłączność z WEC.

### World Extreme Cagefighting
W grudniu 2006 roku WEC zostało kupione przez korporację Zuffa, właściciela UFC, co było równoznaczne z większym prestiżem i pieniędzmi dla zawodników w tym dla Fabera który od razu po przejściu do WEC stoczył walkę w obronie pasa mistrzowskiego który zdobył w marcu 2006 roku. Faber zachował pas pokonując Joe Pearsona przed czasem. Pasa bronił jeszcze czterokrotnie pokonując m.in. Dominicka Cruza i Jensa Pulvera. Tytuł stracił 5 listopada 2008 w szóstej obronie na rzecz Michaela Browna, który ciężko znokautował Fabera i przerwał jego passę 13 wygranych pojedynków z rzędu. Lata 2009-2010 to zwycięstwa ponownie nad Pulverem i Raphaelem Assunção oraz dwie nieudane próby odebrania straconego tytułu w których ulegał w rewanżowym starciu Brownowi oraz José Aldo. W 2010 postanowił na stałe zejść wagę niżej czyli do kategorii koguciej. Na ostatniej gali WEC 52 która odbyła się 11 listopada 2010 pokonał Japończyka Takeya Mizugakiego.

### Ultimate Fighting Championship
26 października prezydent UFC Dana White poinformował, że WEC zostanie połączone z UFC. Zawodnicy z ważnymi kontraktami automatycznie staną się zawodnikami UFC. Debiut Fabera w największej organizacji MMA na świecie przypadł na 19 marca 2011 na gali UFC 128. Faber pokonał wtedy innego byłego mistrza WEC Eddiego Winelanda na punkty. W ciągu dwóch kolejnych lat dwukrotnie otrzymywał szansę walki o pas mistrzowski UFC w wadze koguciej lecz z mizernym skutkiem wyraźnie przegrywając na punkty z Dominick Cruzem w rewanżu i Brazylijczykiem Renanem Barão. W 2013 roku zanotował serię czterech wygranych z rzędu pokonując m.in. Michaela McDonalda po czym dostał trzecią szansę zdobycia upragnionego mistrzostwa. 1 lutego 2014 ponownie zmierzył się z Barão lecz i tym razem nie udało mu się wygrać, przegrywając w tym pojedynku przez szybkie TKO.
4 czerwca 2016, po raz czwarty stanął do walki o mistrzostwo UFC lecz ponownie przegrał z Dominikiem Cruzem, jednogłośnie na punkty.
Po zwycięstwie nad Brytyjczykiem Bradem Pickettem, 17 grudnia 2016, postanowił zakończyć karierę zawodniczą.

## Team Alpha Male
W 2004, założył klub Team Alpha Male skupiający przez lata głównie zawodników lżejszych kategorii. Najbardziej znanymi członkami klubu byli lub są Joseph Benavidez, T.J. Dillashaw, Chad Mendes oraz wieloletni główny trener Duane Ludwig.

## Osiągnięcia i wyróżnienia
- 2004-2006: Mistrz King of the Cage w wadze koguciej (-62 kg)
- 2006-2007: Mistrz Gladiator Challenge w wadze koguciej (-62 kg)
- 2006-2008: Mistrz World Extreme Cagefightingw wadze koguciej (-66 kg)
- 2013: World MMA Awards - poddanie roku przeciwko Ivanowi Menjivarowi[4]